# Орда (филм)
Орда е руски филм от 2012 г. на режисьора Андрей Прошкин по сценарий на Юрий Арабов.

## Сюжет
Столицата на Златната Орда Сарайя-Бату. Майката на Джанибек, Тайдула, внезапно ослепява. Всякакви лечители, шамани и медици се опитали безуспешно да възвърнат зрението ѝ. До Ордата дошли слухове за Московския митрополит Алексий, чиито молитви творяли чудеса. В Москва пристигнали посланиците на Кана, така че „чудесния старец“ да отиде с тях в Ордата за да излекува каницата, заплашвайки, в случай на отказ, да нападнат Москва. Под заплахата от унищожаването на Москва, по искане на принц Иван Красиви, Алексий бил принуден да отиде на дълго пътешествие. Негов придружител бил слугата му Федя. Пристигайки в Ордата, те се оказвали в сложен модел на ориенталски интриги, неочаквани и бурни събития.

## В ролите
| Актьор                 | Роля                     |
| ---------------------- | ------------------------ |
| Максим Суханов         | ((ru))митрополит Алексий |
| Андрей Панин           | кан Тинибек              |
| Роза Хайруллина        | Тайдула                  |
| Александр Яценко       | Федя                     |
| Виталий Хаев           | княз Иван II             |
| Иннокентий Дакаяров    | кан Джанибек             |
| Алексей Егоров         | Бадакюл                  |
| Федот Лвов             | Тимер                    |
| Моге Ооржак            |                          |
| Туленберген Байсакалов |                          |
| Даулет Абдгапаров      | стотник на кан Джанибек  |
| Алексей Шевченков      | огнярът Василий          |

## Награди и номинации
- 2012 – 34-й Московский международный кинофестиваль:
  - награда „Сребърен Георги“ за режисура – Андрей Прошкин[1]
  - награда „Сребърен Георги“ за най-добра актриса – Роза Хайруллина
  - Наградата на организация NETPAC, която има за цел подкрепа и насърчаване на азиатското кино, „за една възхитителна комбинация от перфектна картина, заедно със силната идея за милосърдието във времената на тежко потисничество“.[2]